# Phil Bentham
Pour les articles homonymes, voir Bentham.
Phil Bentham, né le 28 octobre 1971 à Leigh (Angleterre), est un arbitre anglais de rugby à XIII. Il officie plus particulièrement au sein du championnat européen de rugby à XIII : la Super League.

## Biographie
Phil Bentham naît à Leigh dans le Grand Manchester en Angleterre.